# Arthur De Greef (tenisista)
Arthur De Greef (ur. 27 marca 1992 w Uccle) – belgijski tenisista, reprezentant kraju w Pucharze Davisa.

## Kariera tenisowa
Najwyżej sklasyfikowany był na 113. miejscu (19 czerwca 2017) w singlu oraz na 597. (4 marca 2013) w deblu.
W grze pojedynczej wygrał jeden turniej rangi ATP Challenger Tour.
Od lutego 2017 reprezentuje Belgię w Pucharze Davisa.
W 2017 roku zadebiutował w imprezie Wielkiego Szlema podczas turnieju Rolanda Garrosa. Odpadł wówczas w pierwszej rundzie po porażce z Richardem Gasquetem.

### Wygrane turnieje rangi ATP Challenger Tour

#### Gra pojedyncza (1)
|    | Data       | Turniej | Naw.    | Przeciwnik   | Wynik       |
| 1. | 07/08/2016 | Liberec | Ceglana | Steve Darcis | 7:6(4), 6:3 |